# VIe législature du royaume de Sardaigne

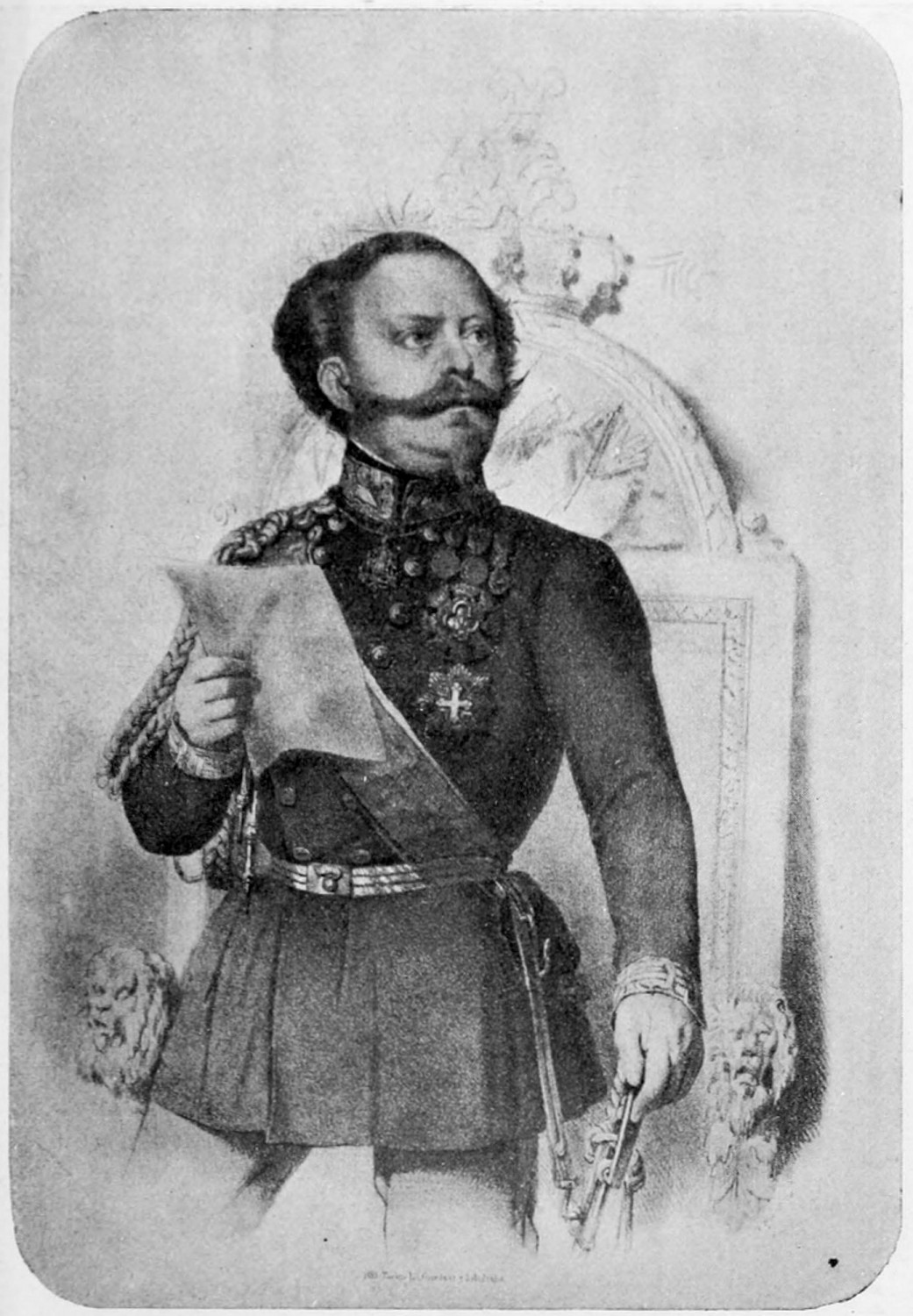
Discours du "", 10 janvier 1859

La VIe législature du royaume de Sardaigne (en italien : La VI Legislatura del Regno di Sardegna) est la législature du royaume de Sardaigne qui a été ouverte le 14 décembre 1857 et qui s'est fermée le 21 janvier 1860.

## Gouvernements
- Gouvernement Cavour II
  - Du 4 mai 1855 au 19 juillet 1859
  - Président du Conseil des ministres : Camillo Cavour
- Gouvernement La Marmora
  - Du 19 juillet 1859 au 21 janvier 1860
  - Président du Conseil des ministres : Alfonso La Marmora

## Président de la chambre des députés
- Carlo Cadorna
  - Du 14 décembre 1857 au 14 décembre 1858
- Urbano Rattazzi
  - Du 14 décembre 1858 au 21 janvier 1860

## Président du sénat
- Cesare Alfieri di Sostegno
  - Du 12 décembre 1857 au 21 janvier 1860